# Burly Bill
Burly Bill è un cortometraggio muto del 1910. Il nome del regista non viene riportato nei credit.

## Produzione
Il film fu prodotto dalla Essanay Film Manufacturing Company.

## Distribuzione
Distribuito dall'Essanay Film Manufacturing Company, il film - un cortometraggio di una bobina - uscì nelle sale cinematografiche USA l'8 giugno 1910.